# أكسيد الأمين

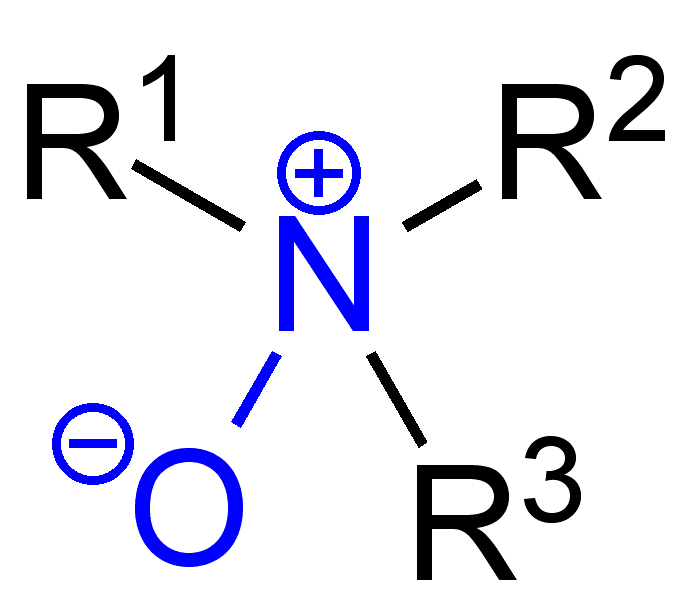
الصيغة العامة لأكسيد الأمين

أكسيد الأمين (أو N-أكسيد) هو مركب كيميائي يحوي المجموعة الوظيفية −R3N+−O وتكون فيه الرابطة N−O عبارة عن رابطة تناسقية، لذلك يمكن كتابة الصيغة العامة على الشكل R3N→O. في نطاق ضيق ينطبق وصف أكسيد الأمين على الأمينات الثالثية، إلا أنه يستخدم في نطاق أوسع على الأمينات الأولية والثانوية.
من الأمثلة على أكسيد الأمين كل من N-أكسيد البيريدين، وكذلك N-أكسيد N-ميثيل المورفولين.

## التحضير
تحضر مركبات أكسيد الأمين من أكسدة الأمينات الثالثية أو البيريدين باستخدام بيروكسيد الهيدروجين أو حمض كارو أو حمض بيروكسي مثل ميتا كلورو بيروكسي حمض البنزويك (mCPBA).

## التفاعلات
في تفاعل إعادة ترتيب مايزنهايمر (نسبة إلى الكيميائي ياكوب مايزنهايمر) يحدث على نوع محدد من أكاسيد الأمين
−R1R2R3N+O تفاعل إعادة ترتيب إلى هيدروكسيلامين1R2R3N−O−R؛
وذلك في إعادة ترتيب 2,1:

وذلك في إعادة ترتيب 3,2:

وفي تفاعل بولونوفسكي تحدث عملية فصم لأكسيد الأمين الثالثي باستخدام أنهيدريد الأسيتيك إلى أسيتاميد والألدهيد الموافق.